# NGC 640
NGC 640 (другие обозначения — MCG -2-5-31, PGC 6130) — спиральная галактика (Sa) в созвездии Кит.
Этот объект входит в число перечисленных в оригинальной редакции «Нового общего каталога»
Является сейфертовской галактикой типа Sy 2.